# Europejskie Miasto Nauki Katowice 2024
Europejskie Miasto Nauki Katowice 2024 lub EMNK 2024 – tytuł uzyskany przez Katowice, które w 2024 roku będą pełniły funkcję Europejskiego Miasta Nauki. Prestiżowe wyróżnienie przyznawane jest przez organizację EuroScience  we współpracy z Komisją Europejską. Uzyskanie tytułu to efekt wysiłków Katowic oraz siedmiu publicznych uczelni Konsorcjum Akademickiego – Katowice Miasto Nauki. Do jego przyznania przyczynił się również sukces Śląskiego Festiwalu Nauki KATOWICE  – jednego z największych europejskich wydarzeń popularnonaukowych oraz istotnej platformy współpracy na rzecz rozwijania zainteresowań naukowych wśród mieszkańców regionu.
Tytuł Europejskiego Miasta Nauki przyznawany jest w celu wzmocnienia obecnych i przyszłych zmian, które towarzyszą odnowie społeczeństwa poprzez naukę w poszczególnych miastach europejskich. EMN wskazuje na obecność oraz istotną rolę ośrodków naukowych w wyróżnionym mieście, a także zwraca uwagę na inicjatywy podejmowane przez społeczeństwo, które korzysta z nauki w celu rozwiązywania codziennych problemów i wyzwań. Ma na celu wyróżnienie wszechstronności oraz zróżnicowania kapitału europejskiej nauki, umożliwianie samokształcenia, stwarzanie przestrzeni dla kontaktu ze sobą różnych dziedzin nauki oraz propagowanie jej wśród dzieci i młodzieży, a także wsparcie europejskich ośrodków badawczych. Przyznanie tytułu wspiera i ugruntowuje międzynarodowe i europejskie projekty badawcze prowadzone przez społeczność naukowców w konkretnym mieście i regionie, pomnaża aktywną postawę środowiska naukowego i mieszkańców wobec przedsięwzięć mających na celu rozwiązanie problemów o charakterze lokalnym, rozszerza publiczne projekty inwestycyjne w infrastrukturę regionalnej nauki.
Dotychczas gospodarzami tytułu Europejskiego Miasta Nauki były: Lejda (2022), Triest (2020), Tuluza (2018), Manchester (2016), Kopenhaga (2014), Dublin (2012), Turyn (2010), Barcelona (2008), Monachium (2006) oraz Sztokholm (2004).

## Geneza nadania Katowicom tytułu Europejskiego Miasta Nauki[7]
Dzięki działaniom prezydenta Katowic dr. Marcina Krupy i środowiska naukowego na czele którego stoi rektor Uniwersytetu Śląskiego w Katowicach – prof. dr hab. Ryszard Koziołek, Katowice wystąpiły o przyznanie tytułu Europejskiego Miasta Nauki w 2024 roku, z którym związana jest organizacja EuroScience Open Forum 2024 (Otwartego Forum EuroScience 2024 – ESOF2024). Odbywający się co dwa lata kongres skupia uwagę uczestników wokół najważniejszych badań oraz innowacji naukowych, które mają fundamentalne znaczenie dla świata przyszłości.
30 września 2021 roku Rada Miasta Katowice zatwierdziła ustawę intencyjną dotyczącą obecności i uczestniczenia Katowic w procesie wyłaniania gospodarza tytułu Europejskiego Miasta Nauki w 2024 roku. 8–10 października 2021 roku stolicę województwa śląskiego odwiedził prezes stowarzyszenia EuroScience prof. Michael Matlosz. Jego wizyta, a także udział w 5. Śląskim Festiwalu Nauki KATOWICE były okazją do prowadzenia rozmów na temat kandydatury miasta i podjęcia działań związanych z ubieganiem się o tytuł. Starania zakończyły się sukcesem – Katowice otrzymały tytuł Europejskiego Miasta Nauki 2024.
Podczas konferencji prasowej zorganizowanej 22 grudnia 2021 roku w Centrum Informacji Naukowej i Bibliotece Akademickiej (CINiBA) nastąpiło ogłoszenie przyznania Katowicom tytułu Europejskiego Miasta Nauki 2024 oraz podpisanie umowy konsorcjum organizatorów EMNK 2024. Przyznanie tytułu EMNK 2024 oraz organizacja konferencji ESOF2024 są konsekwencją uznania Katowic oraz uczelni wchodzących w skład Konsorcjum Akademickiego za doświadczonych współorganizatorów i gospodarzy ogólnoświatowych wydarzeń, takich jak UN Climate Change Conference (COP24), World Urban Forum 2022 (Światowe Forum Miejskie – WUF11) czy Śląski Festiwal Nauki KATOWICE. W ramach przyjęcia przez Katowice i uczelnie regionu tytułu EMN 2024 swoją pomoc oraz wkład w organizację wydarzenia ogłosiły także władze Województwa Śląskiego oraz Górnośląsko-Zagłębiowskiej Metropolii. Katowice są pierwszym w historii miastem z Europy Środkowo-Wschodniej uhonorowanym tytułem EMN. 
Pierwszym działaniem podjętym w ramach przygotowań do przyjęcia tytułu Europejskiego Miasta Nauki 2024 była organizacja 15 lipca 2022 roku w Katowicach konferencji ESOF2022 Regional Site. Wydarzenie towarzyszyło EuroScience Open Forum 2022 (ESOF2022), którego główną siedzibą została holenderska Lejda – Europejskie Miasto Nauki 2022.

## Cele Europejskiego Miasta Nauki Katowice 2024
Najważniejszym założeniem EMNK 2024 jest wsparcie i wzmocnienie transformacji regionu poprzez nowoczesne technologie i rozwój nauki, zapewnienie mieszkańcom nieograniczonego dostępu do wiedzy oraz uczynienie z niej podstawowego instrumentu dialogu obywatelskiego (proponowanie różnych aktywności w nurcie nauki obywatelskiej). EMNK 2024 pozwoli ukazać na europejskiej arenie badawczej bogactwo rozwijającej się w województwie śląskim nauki oraz umożliwi mieszkańcom regionu bliższe z nią obcowanie. Europejskie Miasto Nauki ma na celu tworzenie dynamicznego środowiska naukowego, technologicznego i edukacyjnego, promującego innowacje, współpracę międzysektorową oraz poprawę jakości życia społeczności lokalnej. Jednym z celów lokalnych jest także rewitalizacja odcinka Rawy – w ramach EMNK 2024 podjęte zostaną próby odbudowy cieku wodnego oraz należących do niego brzegów, by później oddać je mieszkańcom jako przestrzeń służącą wypoczynkowi i rozrywce, a także możliwościom eksplorowania tajemnic świata nauki.
W ramach EMNK 2024 zaplanowano sześć ścieżek tematycznych dotyczących wybranych zagadnień:
- zdrowie i jakość życia – prowadzona na szeroką skalę edukacja dbania o zdrowie zarówno fizyczne, jak i psychiczne, obejmująca swoim zasięgiem także promocję zdrowego trybu życia, odnowę obszarów poprzemysłowych, stwarzanie nowych miejsc zielonych oraz powstawanie atrakcyjnych możliwości pracy w regionie,
- klimat i środowisko – działania związane z zapobieganiem powstawania dalszych, katastrofalnych w skutkach zmian klimatu, prowadzenie prac badawczych skupionych wokół wprowadzania m.in. gospodarki niskoemisyjnej oraz zielonej energetyki w celu poprawiania jakości powietrza i wody w miastach,
- przemysły przyszłości – zwrócenie uwagi na wygląd świata przyszłości: powstawanie nowych, rewolucyjnych technologii, rozwój sztucznej inteligencji, możliwość postępu technologicznego bez tworzenia nierówności społecznych,
- innowacje społeczne – przyjrzenie się kulturotwórczej sile nauki, a także działaniom i aktywnościom w ramach tzw. citizen science (nauki obywatelskiej), podczas których mieszkańcy Miasta Nauki i regionu mają szansę współpracować z naukowcami i decydować o planowanych zmianach,
- dziedzictwo przemysłowe i kulturowe – edukacja w zakresie górniczego i przemysłowego dziedzictwa węglowego w regionie, zwrócenie uwagi na kulturę powstałą w pobliżu hut i kopalń oraz spojrzenie w przyszłość, m.in. prognozowanie przyszłych zdarzeń za pomocą metody foresight,
- kreacja i krytyka – praca nad umiejętnością budowania ciekawej i trzymającej w napięciu narracji, rozwijanie krytycznego myślenia oraz wprowadzanie nowoczesnych sposobów nauczania[14].

## Fundamenty Europejskiego Miasta Nauki Katowice 2024 oraz korzyści dla miasta płynące z tytułu

### Fundamenty EMNK 2024
1. Trwający przez cały rok program obchodów EMNK 2024 tworzony na podstawie koncepcji 50 tygodni w Mieście Nauki. Projekt skoncentruje się na 50 najważniejszych problemach i wyzwaniach nie tylko polskiej, ale także światowej nauki, których rozwiązanie przyczyni się do powstania wielu korzystnych zmian w mieście i regionie oraz zmieni na lepsze codzienne życie mieszkańców[15].
2. Doskonałość naukowa – koordynacja oraz zorganizowanie konferencji EuroScience Open Forum – istotnej w Europie platformy dyskusji na temat przyszłości nauki.
3. Infrastruktura Miasta Nauki – działania mające na celu powstanie Zielonej Strefy Nauki w Katowicach oraz uruchomienie w regionie Sieciowego Centrum Nauki kierowanego przez uczelnie wchodzące w skład konsorcjum. Punktem wyjścia przewidywanych zmian stała się Rawa, a także plany odnowienia jej brzegów i ponownego oddania ich mieszkańcom[16].

### Korzyści dla miasta otrzymującego tytuł Europejskiego Miasta Nauki
Tytuł Europejskiego Miasta Nauki, który jest związany z organizacją konferencji ESOF, jest prestiżową marką oferującą miastu gospodarzowi unikatową perspektywę przyciągnięcia do siebie naukowców, polityków, biznesmenów i przedstawicieli mediów z całego świata. Ponadto tytuł EMN:
- stwarza przestrzeń dla większego zaangażowania mieszkańców i środowiska naukowego w szukanie sposobów na rozwiązanie problemów lokalnych,
- pogłębia możliwości pozyskania środków w celu wykonania planów inwestycyjnych w zakresie regionalnej nauki,
- wzmacnia potencjał turystyczny miasta na arenie międzynarodowej,
- umożliwia uczelniom posiadanie większego wpływu na wszystkie sfery życia oraz zwiększa ich rozpoznawalność w skali światowej.

## Konsorcjum Akademickie – Katowice Miasto Nauki
W skład Konsorcjum Akademickiego – Katowice Miasto Nauki wchodzą: Akademia Muzyczna im. Karola Szymanowskiego w Katowicach, Akademia Sztuk Pięknych w Katowicach, Akademia Wychowania Fizycznego im. Jerzego Kukuczki w Katowicach, Politechnika Śląska, Śląski Uniwersytet Medyczny w Katowicach, Uniwersytet Ekonomiczny w Katowicach, Uniwersytet Śląski w Katowicach (lider) oraz Miasto Katowice (partner strategiczny).
Współdziałające ze sobą uczelnie stają naprzeciw obecnemu współcześnie zjawisku, jakim jest transformacja regionu. Ma ona miejsce, dzięki obecności nowego rodzaju przemysłu, jakim stała się dziś nauka oraz edukacja akademicka. Organizatorzy EMNK 2024 zaznaczają ponadto, że owa transformacja nie przekreśla istnienia unikalnej tożsamości Śląska i Zagłębia, powstałej dzięki wielkoprzemysłowemu dziedzictwu regionu, w którego skład wchodzą: rozbudowana kultura techniczna, tradycja wykorzystywania innowacyjnych rozwiązań, bazujących na najnowszych osiągnięciach technologii i nauki oraz organizacja pracy. Wymienione elementy stwarzają możliwość konstruowania kultury innowacyjności, postępu i inteligentnych przemysłów. Segment nauki i edukacji zwraca uwagę na ludzi dotkniętych niebezpieczną i nadmiernie wyczerpującą zdrowie pracą, destrukcją środowiska i jego ekologicznej równowagi, nieoszczędną eksploatacją złóż kopalnych, a także problemami społecznymi, z jakimi zmagają się tereny przemysłowe. Naukowcy zajmujący się medycyną i techniką, naukami chemicznymi i biologicznymi, humanistyką, naukami społecznymi oraz szeroko pojętą edukacją działają wspólnie z jednostkami samorządowymi i podmiotami gospodarczymi regionu, by w odpowiednim czasie rozpoznawać problemy, z jakimi mierzą się mieszkańcy oraz profilować i kształtować na nie rozwiązania.

## 50 tygodni w Mieście Nauki
50 tygodni w Mieście Nauki to całoroczny program obchodów Europejskiego Miasta Nauki 2024. Każdy z 50 tygodni zwróci uwagę na konkretny, ważny i współczesny problem nie tylko polskiej, ale także światowej nauki, którego bliższe poznanie może w sposób bezpośredni wpłynąć na życie. Tygodnie tematyczne zaproponują odbiorcom wiele różnych wydarzeń naukowych, popularnonaukowych oraz sportowych, kulturalnych i artystycznych, starannie przygotowywanych i opracowywanych przez członków środowiska akademickiego i miejskiego.
Bazę programu będą tworzyć następujące czynniki: fundament, jakim są wiedza i nauka; perspektywy: lokalna, regionalna, krajowa i europejska; kontakt i współpraca krajowych, międzynarodowych i instytucjonalnych ośrodków badawczych, siła społecznego działania, popularyzacja naukowych i popularnonaukowych treści, przełomowy charakter zmian.
Projekt 50 tygodni obejmie swoim zakresem wiele różnych aktywności – na odbiorców czekać będą m.in. liczne spotkania autorskie, wykłady i warsztaty, debaty, koncerty oraz inicjatywy społeczne, które odbywać się będą w trzech językach: polskim, angielskim oraz ukraińskim. Adresatami aktywności, proponowanych przez każdy z nadchodzących tygodni, są wszyscy mieszkańcy – dzieci, młodzież, studenci, nauczyciele, naukowcy oraz seniorzy. Ponadto tematy poszczególnych tygodni będą różnić się od siebie wykorzystywanymi w ich tworzeniu przekazami medialnymi (radio, internet, prasa). Bez wątpienia jednak będą eksponować i przybliżać problematykę badawczą, jaka jest podejmowana w Katowicach i całym regionie.

## Program wydarzeń Europejskiego Miasta Nauki Katowice 2024
Obok głównego programu 50 tygodni EMNK 2024 planowane są również działania młodych Miasta Nauki, programy edukacyjne (z tematem wiodącym: nauczyciele – nauczycielom), a także wydarzenia strategiczne, m.in.:
- 9–11 grudnia 2023 – otwarcie obchodów Europejskiego Miasta Nauki 2024 w Hali Widowiskowo-Sportowej „Spodek” oraz w Międzynarodowym Centrum Kongresowym podczas 7. Śląskiego Festiwalu Nauki KATOWICE wraz z widowiskiem naukowo-artystycznym KATOPOLIS otwierającym Miasto Nauki,
- 12–15 czerwca 2024 – międzynarodowa konferencja EuroScience Open Forum (ESOF2024) w Międzynarodowym Centrum Kongresowym w Katowicach,
- czerwiec–wrzesień 2024 – European Science in the City Festival – inicjatywa Komisji Europejskiej z szeregiem wydarzeń popularnonaukowych dotyczących europejskich misji badawczych,
- czerwiec 2024 – EU Talent Fair – europejska inicjatywa targów pracy dla naukowców i naukowczyń,
- wrzesień 2024 – europejskie finały EUCYS (European Union Contest for Young Scientists)[29],
- wrzesień 2024 – organizacja TalentON – europejskiej inicjatywy dla młodych naukowców i naukowczyń[30],
- październik 2024 – Międzyuczelniana Inauguracja Roku Akademickiego 2024/2025,
- 6–10 grudnia 2024 – zamknięcie obchodów Europejskiego Miasta Nauki 2024 w Hali Widowiskowo-Sportowej „Spodek” oraz w Międzynarodowym Centrum Kongresowym podczas 8. Śląskiego Festiwalu Nauki KATOWICE[31],

## EMNK 2024 a ŚFN KATOWICE
Śląski Festiwal Nauki KATOWICE (ŚFN KATOWICE) to jedno z największych wydarzeń popularnonaukowych w Polsce i Europie. Dzięki przeprowadzonym dotąd siedmiu edycjom, organizowany w Katowicach Festiwal stał się charakterystyczną i dostrzegalną przestrzenią regionalnego, krajowego oraz międzynarodowego współdziałania na rzecz rozwijania zainteresowań naukowych mieszkańców miasta i regionu. ŚFN odbywa się dzięki współpracy i połączeniu sił wszystkich publicznych uczelni Śląska, które w 2018 roku nawiązały ze sobą porozumienie. Koordynowany przez Uniwersytet Śląski w Katowicach Festiwal od 2020 roku nosi tytuł lidera Forum Organizatorów Polskich Festiwali Nauki (ok. 30 ogólnopolskich działań prowadzonych w kwestii społecznej odpowiedzialności nauki).
Siódma edycja Śląskiego Festiwalu Nauki KATOWICE (9–11 grudnia 2023) była równocześnie weekendem otwarcia obchodów Europejskiego Miasta Nauki Katowice 2024, zapoczątkowanym przez widowisko naukowo-artystyczne KATOPOLIS. To właśnie m.in. działania w ramach ŚFN oraz popularność wcześniejszych edycji przyczyniły się do uzyskania przez miasto tytułu EMN. Wydarzenia związane z obchodami EMNK 2024 odbywać się będą pod hasłem „Nauka da nam przyszłość”.